# Villiers-Saint-Georges
Villiers-Saint-Georges és un municipi francès, situat al departament de Sena i Marne i a la regió de Illa de França. L'any 2007 tenia 1.138 habitants.
Forma part del cantó de Provins, del districte de Provins i de la Comunitat de comunes del Provinois.

## Demografia

### Població
El 2007 la població de fet de Villiers-Saint-Georges era de 1.138 persones. Hi havia 390 famílies, de les quals 96 eren unipersonals (44 homes vivint sols i 52 dones vivint soles), 121 parelles sense fills, 153 parelles amb fills i 20 famílies monoparentals amb fills.
La població ha evolucionat segons el següent gràfic:
Habitants censats

### Habitatges
El 2007 hi havia 475 habitatges, 415 eren l'habitatge principal de la família, 26 eren segones residències i 34 estaven desocupats. 426 eren cases i 49 eren apartaments. Dels 415 habitatges principals, 287 estaven ocupats pels seus propietaris, 113 estaven llogats i ocupats pels llogaters i 15 estaven cedits a títol gratuït; 2 tenien una cambra, 13 en tenien dues, 89 en tenien tres, 125 en tenien quatre i 186 en tenien cinc o més. 306 habitatges disposaven pel capbaix d'una plaça de pàrquing. A 202 habitatges hi havia un automòbil i a 157 n'hi havia dos o més.

### Piràmide de població
La piràmide de població per edats i sexe el 2009 era:
| Homes | Edats   | Dones |
| ----- | ------- | ----- |
| 0     | 95 o +  | 0     |
| 0     | 90 a 94 | 4     |
| 12    | 85 a 89 | 4     |
| 12    | 80 a 84 | 16    |
| 4     | 75 a 79 | 32    |
| 32    | 70 a 74 | 20    |
| 16    | 65 a 69 | 32    |
| 32    | 60 a 64 | 24    |
| 32    | 55 a 59 | 36    |
| 24    | 50 a 54 | 48    |
| 44    | 45 a 49 | 32    |
| 24    | 40 a 44 | 24    |
| 32    | 35 a 39 | 32    |
| 32    | 30 a 34 | 32    |
| 48    | 25 a 29 | 36    |
| 36    | 20 a 24 | 8     |
| 24    | 15 a 19 | 20    |
| 28    | 10 a 14 | 32    |
| 40    | 5 a 9   | 28    |
| 28    | 0 a 4   | 28    |

## Economia
El 2007 la població en edat de treballar era de 646 persones, 473 eren actives i 173 eren inactives. De les 473 persones actives 406 estaven ocupades (237 homes i 169 dones) i 66 estaven aturades (27 homes i 39 dones). De les 173 persones inactives 57 estaven jubilades, 49 estaven estudiant i 67 estaven classificades com a «altres inactius».

### Ingressos
El 2009 a Villiers-Saint-Georges hi havia 440 unitats fiscals que integraven 1.182 persones, la mediana anual d'ingressos fiscals per persona era de 16.865 €.

### Activitats econòmiques
Dels 44 establiments que hi havia el 2007, 1 era d'una empresa alimentària, 2 d'empreses de fabricació d'altres productes industrials, 8 d'empreses de construcció, 5 d'empreses de comerç i reparació d'automòbils, 4 d'empreses de transport, 2 d'empreses d'hostatgeria i restauració, 1 d'una empresa d'informació i comunicació, 1 d'una empresa financera, 2 d'empreses immobiliàries, 9 d'empreses de serveis, 7 d'entitats de l'administració pública i 2 d'empreses classificades com a «altres activitats de serveis».
Dels 14 establiments de servei als particulars que hi havia el 2009, 1 era una gendarmeria, 1 oficina de correu, 1 una oficina bancària, 1 taller de reparació d'automòbils i de material agrícola, 3 paletes, 1 guixaire pintor, 1 fusteria, 2 lampisteries, 1 electricista, 1 perruqueria i 1 restaurant.
Dels 3 establiments comercials que hi havia el 2009, 1 era una botiga de més de 120 m² i 2 fleques.
L'any 2000 a Villiers-Saint-Georges hi havia 29 explotacions agrícoles.

## Equipaments sanitaris i escolars
El 2009 hi havia 1 farmàcia i 1 ambulància.
El 2009 hi havia 1 escola maternal i 1 escola elemental. Villiers-Saint-Georges disposava d'un col·legi d'educació secundària amb 347 alumnes.

## Poblacions més properes
El següent diagrama mostra les poblacions més properes.